# Lauren Bowles
 (août 2014).
Si vous disposez d'ouvrages ou d'articles de référence ou si vous connaissez des sites web de qualité traitant du thème abordé ici, merci de compléter l'article en donnant les références utiles à sa vérifiabilité et en les liant à la section « Notes et références ».
Lauren Elizabeth Bowles est une actrice américaine née le 24 mars 1973 à Washington (États-Unis).

## Carrière
Elle est apparue dans de nombreuses émissions de télévision, y compris Arrested Development, Les Experts, Amy et Private Practice. Elle a également joué avec Julia Louis-Dreyfus dans des programmes tels que Seinfeld, où elle joue le rôle de la serveuse du Monk's, Old Christine et Ellie dans tous ses états. Elle est également apparu dans quelques longs métrages. En avril 2010, elle incarne Holly Cleary, dans la série télévisée True Blood.
Elle apparaît actuellement sur Take Five, le canal de XM Satellite Radio, où elle fait des caractéristiques de leur magazine de cinq minutes.

## Vie privée
Elle est la demi-sœur (du côté de sa mère) de Julia Louis-Dreyfus. Ses parents sont Judith (née LeFever) et L. Thompson Bowles.
Elle est mariée à Patrick Fischler depuis 2004. Ils ont une fille prénommée Fia née en avril 2009.

## Filmographie

### Télévision
- 1996 : Towenies
- 1996 : The Uninvited
- 1997 : George de la jungle
- 1997 : Breast Men
- 1991-1998 : Seinfeld
- 1999 : Ally McBeal
- 2002-2003 : Ellie dans tous ses états
- 2003 : Amy
- 2003 : NCIS : Enquêtes spéciales
- 2004 : Spartan
- 2004 : Arrested Development
- 2005 : Les Experts
- 2005 : Grey's Anatomy
- 2005 : Les Experts : Manhattan
- 2005 : Une famille presque parfaite
- 2006 : Art School Confidential
- 2006 : The Evidence : Les Preuves du crime
- 2006 : FBI : Portés disparus
- 2006 : Four Kings
- 2007 : Veronica Mars
- 2007 : The Bill Engvall Show
- 2007 : Side Order of Life
- 2008 : Unhitched
- 2008 : Esprits criminels
- 2008 : Urgences
- 2008 : Rita Rocks
- 2006-2008 : Old Christine
- 2009 : Anatomy of Hope
- 2009 : Lie to Me
- 2010 : Startruck
- 2010 : Private Practice
- 2010 : Cold Case : Affaires classées
- 2010 : Bonne chance Charlie
- 2011 : Detroit 1-8-7
- 2011 : Larry et son nombril
- 2011 : The Closer : L.A. enquêtes prioritaires
- 2010-2014 : True Blood : Holly Cleary
- 2020 : Murder : Ausa Montes

### Film
- 2001 : Ghost World
- 2007 : Les Femmes de ses rêves
- 2009 : Dance Movie
- 2011 : Bon à tirer (BAT)
- 2013 : Starving Games : Effoff
- 2013 : Spring Break fatal (téléfilm) : Lisa